# Driven by Entropy
Driven by Entropy ist eine hessische Djent-Band aus Rodgau, die im Jahr 2009 gegründet wurde.

## Geschichte
Die Band wurde von den beiden Gitarristen Volker Bach und Kai Bender, Bassist Niko Mangelmann und Schlagzeuger Tobias Krick gegründet, nachdem sich ihre vorherige Band Forensic Alliance Ende 2009 aufgelöst hatte. Als Sänger kam Tomas Mrvos zur Besetzung. Nachdem die Band einige Lieder entwickelt hatte, folgte  Mitte Februar 2010 ein erstes Demo. Kurz darauf hielt die Band die ersten Auftritte ab. Im selben Jahr verließ zudem Schlagzeuger Krick die Band und wurde durch Mike Borger ersetzt. Etwas später verließ auch Bassist Mangelmann die Gruppe, dem kurz darauf Anfang 2013 Borger folgte. Nachdem Bassist Thomas Winterscheid und Schlagzeuger Jörg Wackernagel zur Band gekommen waren, folgte Ende Mai 2013 über Ampire Records das selbstbetitelte Debütalbum.

## Stil
Die Band gehört zu den Vertretern der Djent-Bewegung, sodass „die Genre-üblichen, tiefer gestimmten (Stakkato-)Gitarren, verschobene Rhythmen und ein mörderisches Groove-Level“ charakteristisch sind. Im Gegensatz zu genregleichen Bands wie TesseracT, Uneven Structure und Disperse, setze man nicht auf „verträumte Klangwelten“, da die Lieder weitaus aggressiver ausfallen. Die Songs klingen zudem stark durch Meshuggah beeinflusst, wobei der Gesang an Fear-Factory-Sänger Burton C. Bell erinnert. Durchsetzt werden die Lieder von Soli. Der Gesang wechselt zwischen gutturalem und Klargesang.

## Diskografie
- Demo 2010 (Demo, 2010, Eigenveröffentlichung)
- Driven by Entropy (Album, 2013, Ampire Records)
- On the Shoulders of Giants (Album, 2017, Black Omega Recordings)